# Chamblon
Chamblon är en ort och kommun i distriktet Jura-Nord vaudois i kantonen Vaud, Schweiz. Kommunen har 561 invånare (2023).